# Chippewa Falls
Chippewa Falls é uma cidade localizada no estado norte-americano de Wisconsin, no Condado de Chippewa.

## Demografia
Segundo o censo norte-americano de 2000, a sua população era de 12.925 habitantes.
Em 2006, foi estimada uma população de 13.131, um aumento de 206 (1.6%).

## Geografia
De acordo com o United States Census Bureau tem uma área de
29,5 km², dos quais 28,1 km² cobertos por terra e 1,4 km² cobertos por água. Chippewa Falls localiza-se a aproximadamente 256 m acima do nível do mar.

## Localidades na vizinhança
O diagrama seguinte representa as localidades num raio de 20 km ao redor de Chippewa Falls.